# Laini Taylor
Laini Taylor (Chico, 22 de dezembro de 1971) é uma escritora norte-americana de fantasia para jovens/adultos e finalista do National Book Award.

## Biografia
Taylor nasceu em Chico, Califórnia, ela é filha de militar da Marinha dos Estados Unidos, cresceu se mudando nesses diversos locais: Havaí, Itália, Bélgica, nos estados da Virgínia e Califórnia, nos Estados Unidos.
Ela fala um pouco de francês e italiano. Ela obteve seu diploma em licenciatura em inglês na Universidade da Califórnia em Berkeley. Ela já trabalhou como editora de livros de viagem, livreira, garçonete e ilustradora/designer.
Atualmente, ela mora em Portland, Oregon, com o marido, o ilustrador Jim Di Bartolo, e a filha, Clementine. Ela sempre quis ser escritora e tinha 35 anos quando terminou seu primeiro romance.

## Obras

### Faeries of Dreamdark
- Dreamdark: Blackbringer (2007) no Brasil: Fadas de DreamDark - BlackBringer (Novo Século, 2010)
- Dreamdark: Silksinger (2009)

### Série Feita de Fumaça e Osso
1. Daughter of Smoke and Bone (2011) no Brasil: Feita de Fumaça e Osso (Intrínseca, 2012)
2. Days of Blood and Starlight (2012) no Brasil: Dias de Sangue e Estrelas (Intrínseca, 2013)
3. Dreams of Gods and Monsters (2014) no Brasil: Sonhos Com Deuses e Monstros (Intrínseca, 2015)

- Night of Cake and Puppets (novela) (2013) no Brasil: Noite de Bolo e Marionetes (Intrínseca, 2014)

### Strange the Dreamer
- Strange the Dreamer (2017)  no Brasil: Um Estranho Sonhador (Universo dos Livros, 2019)
- Muse of Nightmares (2018) no Brasil: A musa dos pesadelos (Universo dos Livros, 2021)

### Graphic novels
The Drowned (2004) (ilustrado por Jim Di Bartolo)

### Antologias
- Lips Touch: Three Times (2009)

### Contos
- "Spanking Robots" no Fractured Fables (2010)
- "Gentleman Send Phantoms" no Foretold: 14 Tales of Prophecy and Prediction (2012)
- "The Girl Who Woke the Dreamer" no My True Love Gave to Me: Twelve Holiday Stories (2014)